# Hochzeitspalast Aşgabat
Der Hochzeitspalast Aşgabat (turkmenisch Bagt Köşgi) in der turkmenischen Hauptstadt Aşgabat wurde im Jahr 2011 fertiggestellt. Hier können Hochzeiten gefeiert oder bei den Behörden formal registriert werden.

## Lage
Das Gebäude befindet sich abseits des Stadtzentrums im Südwesten Aşgabats. In unmittelbarer Nähe befindet sich das Aşgabat-Stadion, das Ýyldyz-Hotel, sowie ein Golfplatz. Das Gebäude ist von einem Kreisverkehr umgeben.

## Baugeschichte
Die Arbeiten am Hochzeitspalast begannen im Jahr 2009, mit dem Ziel das Gebäude zum 20. Jubiläum der turkmenischen Unabhängigkeit im Jahr 2011 fertigzustellen. Mit der Umsetzung des Bauvorhabens war das türkische Bauunternehmen Polimeks beauftragt. Die Eröffnung am 1. November 2011 wurde vom turkmenischen Präsidenten Gurbanguly Berdimuhamedow besucht, der während der Eröffnungsfeier einen symbolischen Baum pflanzte.

## Architektur
Der untere Teil des Palastes gliedert sich in drei Ebenen, die von oben betrachtet jeweils einen achteckigen Stern darstellen. Der obere Teil besteht aus einem goldenen Globus mit einem Durchmesser von 32 Metern, der die Umrisse Turkmenistans zeigt. An jeder Seite wird der Globus von einem achteckigen Stern geschmückt. Sowohl in dem unteren Teil des Bauwerks, als auch im oberen Teil befinden sich fünf Etagen, zusätzlich gibt es ein Parkdeck im unterhalb des Gebäudes. Eingänge gibt es an allen vier Seiten des Palasts, die Umgebung ist mit Grünflächen, Fahnenmasten, Wasserspielen und großzügigen gepflasterten Flächen gestaltet.

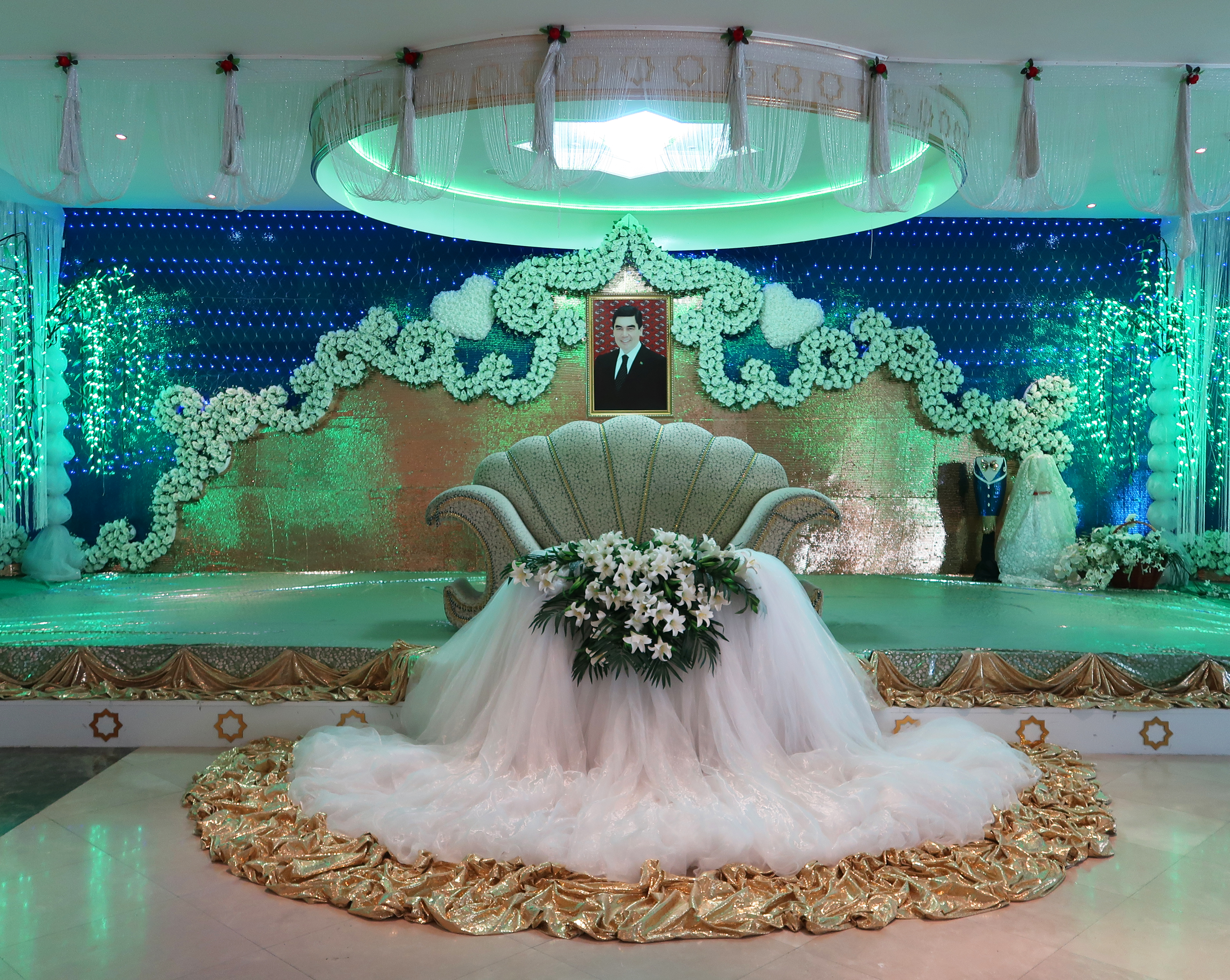
Festhalle im Hochzeitspalast, im Hintergrund ein Porträt des Präsidenten Gurbanguly Berdimuhamedow

Im Innenraum gibt es im Erdgeschoss drei große Hochzeitssäle mit Kapazitäten von 500 und 1000 Personen. Außerdem sind dort einige Hotelzimmer angesiedelt, sowie mehrere Geschäfte, in denen alles rund um die Hochzeit angeboten wird. In der ersten Etage befinden sich elf deutlich kleinere Säle und eine Cafeteria. Im zweiten Stockwerk befinden sich sieben Speisesäle mit unterschiedlicher Kapazität. Im dritten Stockwerk befindet sich der Sitz der Registrierungsbehörden, in der Etage darüber weitere Büros. Der obere Teil des Gebäudes innerhalb der Kugel ist der luxuriöseste Teil des Gebäudes, hier gibt es einen weiteren Hochzeitssaal, den sogenannten Baht Pavilion, der besonders prachtvoll ausgestattet ist.

## Trivia
Ein Ausdruck des Personenkults um den turkmenischen Präsidenten Berdimuhamedow ist die Tatsache, dass die Paare, die im Hochzeitspalast heiraten wollen, ihr Hochzeitsfoto vor einem Porträt des Präsidenten machen müssen.